# Giải bóng đá Ngoại hạng Anh 2007–08
Giải bóng đá Ngoại hạng Anh 2007–08 (hay Barclays Premier League) là mùa giải thứ 16 của giải ngoại hạng Anh kể từ khi nó ra đời. Trận đấu khai mạc diễn ra vào ngày 11 tháng 8 năm 2007, và trận đấu cuối cùng vào ngày 11 tháng 5 năm 2008.. Bàn thắng đầu tiên được ghi bởi Michael Chopra, ở phút 94 trong trận thắng của Sunderland trước Tottenham.. Mùa này là lần thứ 3 liên tiếp nhóm "Big Four" tiếp tục thống trị Giải Ngoại hạng và qua đó giành suất chơi ở UEFA Champions League.
Thẻ đỏ đầu tiên của mùa giải là của Reading's Dave Kitson sau pha phạm lỗi với Patrice Evra trong trận đấu khai mạc mùa giải của Manchester United.. Hat-trick đầu tiên thuộc về Emmanuel Adebayor trong trận đấu giũaArsenal và Derby County.
Vào 29 tháng 9 năm 2007, Portsmouth đánh bại Reading với tỉ số 7-4 để trở thành trận đấu có tỉ số cao nhất của Giải Ngoại hạng Ngày 15 tháng 12 năm 2007, cả Roque Santa Cruz (Blackburn Rovers) và Marcus Bent (Wigan Athletic) ghi hat-trick trong trận Wigan thắng 5-3 trước Blackburn. Trận đấu này trở thành trận đấu đầu tiên tại Premier League có 2 cầu thủ ở 2 đội khác nhau lập hat-trick.

## Bảng xếp hạng
| TT | Đội               | Trận | Thắng | Hòa | Thua | BT | BB | Hiệu số | Điểm |
| 1  | Manchester United | 38   | 27    | 6   | 5    | 80 | 22 | +58     | 87   |
| 2  | Chelsea           | 38   | 25    | 10  | 3    | 65 | 26 | +39     | 85   |
| 3  | Arsenal           | 38   | 24    | 11  | 3    | 74 | 31 | +43     | 83   |
| 4  | Liverpool         | 38   | 21    | 13  | 4    | 67 | 28 | +39     | 76   |
| 5  | Everton           | 38   | 19    | 18  | 11   | 55 | 33 | +22     | 65   |
| 6  | Aston Villa       | 38   | 16    | 12  | 10   | 71 | 51 | +20     | 60   |
| 7  | Blackburn Rovers  | 38   | 15    | 13  | 10   | 50 | 48 | +2      | 58   |
| 8  | Portsmouth        | 38   | 16    | 9   | 13   | 48 | 40 | +8      | 57   |
| 9  | Manchester City   | 38   | 15    | 10  | 13   | 45 | 53 | -8      | 55   |
| 10 | West Ham United   | 38   | 13    | 10  | 15   | 42 | 50 | -8      | 49   |
| 11 | Tottenham Hotspur | 38   | 11    | 13  | 14   | 66 | 61 | +5      | 45   |
| 12 | Newcastle United  | 38   | 11    | 10  | 17   | 45 | 65 | -20     | 43   |
| 13 | Middlesbrough     | 38   | 10    | 12  | 16   | 43 | 53 | -10     | 42   |
| 14 | Wigan Athletic    | 38   | 10    | 10  | 18   | 34 | 51 | -17     | 40   |
| 15 | Sunderland        | 38   | 11    | 6   | 21   | 36 | 59 | -23     | 39   |
| 16 | Bolton Wanderers  | 38   | 9     | 10  | 19   | 36 | 54 | -18     | 37   |
| 17 | Fulham            | 38   | 8     | 12  | 18   | 38 | 60 | -22     | 36   |
| 18 | Reading           | 38   | 10    | 6   | 22   | 41 | 66 | -25     | 36   |
| 19 | Birmingham City   | 38   | 8     | 11  | 19   | 46 | 62 | -16     | 35   |
| 20 | Derby County      | 38   | 1     | 8   | 29   | 20 | 89 | -69     | 11   |

(Số liệu thống kê sau khi mùa giải kết thúc)

## Sân vận động
| Đội               | Sân vận động                      | Sức chứa |
| ----------------- | --------------------------------- | -------- |
| Manchester United | Old Trafford                      | 75,957   |
| Arsenal           | Sân vận động Emirates             | 60,355   |
| Newcastle United  | St James' Park                    | 52,387   |
| Sunderland        | Sân vận động Ánh sáng             | 48,707   |
| Manchester City   | Sân vận động Thành phố Manchester | 47,726   |
| Liverpool         | Anfield                           | 45,276   |
| Aston Villa       | Villa Park                        | 42,640   |
| Chelsea           | Stamford Bridge                   | 42,055   |
| Everton           | Goodison Park                     | 40,157   |
| Tottenham Hotspur | White Hart Lane                   | 36,244   |
| West Ham United   | Upton Park                        | 35,303   |
| Middlesbrough     | Sân vận động Riverside            | 35,049   |
| Derby County      | Sân vận động Pride Park           | 33,597   |
| Blackburn Rovers  | Ewood Park                        | 31,367   |
| Birmingham City   | St Andrews Stadium                | 30,009   |
| Bolton Wanderers  | Sân vận động Reebok               | 28,723   |
| Fulham            | Craven Cottage                    | 26,300   |
| Wigan Athletic    | Sân vận động JJB                  | 25,138   |
| Reading           | Sân vận động Madejski             | 24,161   |
| Portsmouth        | Fratton Park                      | 20,688   |

## Danh sách ghi bàn tốt nhất
| Cầu thủ           | Bàn | Đội                          |
| ----------------- | --- | ---------------------------- |
| Cristiano Ronaldo | 31  | Manchester United            |
| Emmanuel Adebayor | 24  | Arsenal                      |
| Fernando Torres   | 24  | Liverpool                    |
| Roque Santa Cruz  | 19  | Blackburn Rovers             |
| Benjani           | 15  | Portsmouth / Manchester City |
| Dimitar Berbatov  | 15  | Tottenham Hotspur            |
| Robbie Keane      | 15  | Tottenham Hotspur            |
| Yakubu            | 15  | Everton                      |
| Carlos Tévez      | 14  | Manchester United            |
| John Carew        | 13  | Aston Villa                  |

### Danh sách các cầu thủ có đường chuyền thành bàn nhiều nhất
| STT | Cầu thủ            | Câu lạc bộ        | Số đường chuyền |
| --- | ------------------ | ----------------- | --------------- |
| 1   | Cesc Fàbregas      | Arsenal           | 19              |
| 2   | Ashley Young       | Aston Villa       | 17              |
| 3   | Wayne Rooney       | Manchester United | 13              |
| 4   | David Bentley      | Tottenham Hotspur | 11              |
| 4   | Dimitar Berbatov   | Tottenham Hotspur | 11              |
| 4   | Steven Gerrard     | Liverpool         | 11              |
| 7   | Gareth Barry       | Aston Villa       | 10              |
| 7   | Kenwyne Jones      | Sunderland        | 10              |
| 9   | Carlton Cole       | West Ham United   | 9               |
| 9   | Salomon Kalou      | Chelsea           | 9               |
| 9   | Nicky Shorey       | Reading           | 9               |
| 9   | Gabriel Agbonlahor | Aston Villa       | 9               |

### Cầu thủ ghi bàn nhanh nhất
| Cầu thủ        | Thời gian(giây) | Đội             | Đối thủ        |
| -------------- | --------------- | --------------- | -------------- |
| Geovanni       | 28              | Manchester City | Wigan Athletic |
| Cameron Jerome | 32              | Birmingham City | Derby County   |
| Yakubu         | 47              | Everton         | Portsmouth     |
| David Healy    | 50              | Fulham          | Arsenal        |

## Giải thưởng của tháng
| Tháng    | Huấn luyện viên                       | Cầu thủ                               |
| -------- | ------------------------------------- | ------------------------------------- |
| Tháng 8  | Sven-Göran Eriksson (Manchester City) | Micah Richards (Manchester City)      |
| Tháng 9  | Arsène Wenger (Arsenal)               | Cesc Fàbregas (Arsenal)               |
| Tháng 10 | Mark Hughes (Blackburn Rovers)        | Wayne Rooney (Manchester United)      |
| Tháng 11 | Martin O'Neill (Aston Villa)          | Gabriel Agbonlahor (Aston Villa)      |
| Tháng 12 | Arsène Wenger (Arsenal)               | Roque Santa Cruz (Blackburn Rovers)   |
| Tháng 1  | Alex Ferguson (Manchester United)     | Cristiano Ronaldo (Manchester United) |
| Tháng 2  | David Moyes (Everton)                 | Fernando Torres (Liverpool)           |
| Tháng 3  | Alex Ferguson (Manchester United)     | Cristiano Ronaldo (Manchester United) |
| Tháng 4  | Avram Grant (Chelsea)                 | Ashley Young (Aston Villa)            |